# Уэст, Сэмюэл
Сэмюэл Александер Джозеф Уэст (англ. Samuel Alexander Joseph West, род. 19 июня 1966, Лондон) — британский актёр и театральный режиссёр.

## Ранние годы
Сын британских актёров Тимоти Уэста (1934—2024) и Прунеллы Скейлс (род. 1932), внук актёра Локвуда Уэста (1905—1989). Старший брат — Джозеф и сводная сестра Джулиет (дочь отца от первого брака). Обучался в привилегированной школе Аллейна (Alleyn’s School, Далвич, Лондон). Продолжил обучение в колледже леди Маргарет (Lady Margaret Hall) Оксфордского университета, получив степень бакалавра искусств (по английской литературе).

## Карьера
В 1989 году Уэст сыграл в фильме «Воссоединение». В 1992 году он сыграл клерка из низшего среднего класса Леонарда Баста в экранизации романа Э. М. Форстера «Говардс-Энд» с Эммой Томпсон, Хеленой Бонэм Картер и Энтони Хопкинсом. За эту роль он был номинирован на премию BAFTA Film Awards 1993 года как лучший актер второго плана. В 1995 году Уэст сыграл в фильме «Каррингтон». Его карьера в кино продолжилась ролями в таких фильмах, как «Джейн Эйр», «Ноттинг-Хилл», «Айрис» и «Ван Хельсинг». В 2004 году он появился в мини-сериале с высоким рейтингом на немецком телевидении «Нибелунги», который был выпущен в Соединенных Штатах в 2006 году под названием «Кольцо Нибелунгов». В 2012 году он сыграл короля Георга VI в фильме «Гайд-Парк на Гудзоне».

## Личная жизнь
С 2007 года Уэст состоит в отношениях с драматургом, Лорой Уэйд, в 2011 году пара временно рассталась. В 2014 году у пары родилась дочь. В августе 2017 года у пары родилась вторая дочь.

## Фильмография

### Кинофильмы
1. 1986 — «Фрэнки и Джонни» (ТВ) — Джонни Маллетт
2. 1989 — «Воссоединение» / Reunion — граф Конрадин фон Лоэнбург
3. 1992 — «Говардс-Энд» / Howards End — Леонард Баст (номинирован на BAFTA как лучший актёр второго плана)
4. 1993 — «Архипелаг» / Archipel — Алан Стюарт
5. 1995 — «Каррингтон» / Carrington — Джеральд Бренан
6. 1995 — «Полночный пир» / A Feast at Midnight — Шеф
7. 1995 — «Доводы рассудка» / Persuasion — Уильям Эллиот
8. 1996 — «Джейн Эйр» / Jane Eyre — Сент-Джон Риверс
9. 1998 — «Танец Шивы» / The Dance of Shiva — Лейтенант Дэвис
10. 1998 — «Земля Руперта» / Rupert’s Land — Руперт МакКей
11. 1998 — «Стиснув зубы» / Stiff Upper Lips — Эдвард
12. 1999 — «Коротышка» / Runt — Порк
13. 1999 — «Ноттинг Хилл» / Notting Hill — коллега Анны
14. 2000 — «Хлеб и розы» / Bread and Roses — гость вечеринки (Сэмюэль Уэст)
15. 2000 — «Обитель демонов» / Pandaemonium — Роберт Соутей
16. 2000 — «Соучастие» / Complicity — Нейл
17. 2001 — «Айрис» / Iris — Морис в молодости
18. 2002 — Shrink — Джордж
19. 2003 — «101 далматинец 2: Приключения Патча в Лондоне» / 101 Dalmatians II: Patch’s London Adventure — Понго (озвучивание)
20. 2004 — «Кольцо Нибелунгов» / Curse of the Ring — Король Гунтер
21. 2004 — «Ван Хельсинг» — Доктор Виктор Франкенштейн
22. 2006 — «Случайные Квест» / Random Quest (ТВ) — Колин
23. 2008 — «Маргарет Тэтчер: Долгая дорога к Финчли» / Margaret Thatcher: The Long Walk to Finchley (ТВ) — Тед Хит
24. 2008 — Out of the Night (съёмки) — Адриано
25. 2009 — «Швейцер» / Schweitzer — Фил Фиггис
26. 2012 — «Гайд Парк на Гудзоне» / Hyde Park on Hudson — Король Георг VI
27. 2014 — «Клуб бунтарей» / The Riot Club — репетитор
28. 2015 — «Суфражистка» / Suffragette — Бенедикт
29. 2017 — «Тёмные времена» / Darkest Hour — Энтони Иден
30. 2018 — «На берегу» / On Chesil Beach — Джеффри Понтинг
31. 2019 — «Джентльмены» / Gentlemen — лорд Прессфилд

### Телесериалы
1. 1975 — телесериал «Эдвард VII» / Edward the Seventh, серия «Невидимая Королева» — Альберт Виктор «Эдди» (в возрасте 5 лет)
2. 1981 — телесериал «Нэнни» / Nanny, серия «Козы и тигры» — Джеймс Ламертон
3. 1986, 1993 — телесериал «Второй экран» / Screen Two, 2 серии — Марк / Джонни Маллет
4. 1989 — телесериал «Принц Каспиан и плавание на «Покорителе зари»» / Prince Caspian and the Voyage of the Dawn Treader, 4 серии — король Каспиан
5. 1991 — телесериал «Стэнли и женщины» / Stanley and the Women, 4 серии — Стивен Дюк
6. 1993 — телесериал «Инспектор Аллейн расследует» / The Inspector Alleyn Mysteries, серия «Смерть в белом галстуке» — Дональд Поттер
7. 1993 — телесериал «Представление» / Performance, серия «Мейтленды» — Джек Мейтленд
8. 1993 — минивыпуск «Доктор Кто: Измерения во времени» / Doctor Who: Dimensions in Time — Куриан
9. 1994 — телесериал «Время идёт» / As Time Goes By, серия «We’ll Always Have Paris» — Терри
10. 1994 — телесериал «Один экран» / Screen One, серия «Порода героев» — Lt. Charles Thoroughgood
11. 1996 — телесериал «Незнакомцы» / Strangers, серия «Костюмы» — Саймон
12. 1999 — телесериал «BBC: Брачные игры в мире животных» / Battle of the Sexes: in the Animal World — рассказчик
13. 1999 — телесериал «Хорнблоуэр» / Hornblower, серия «Лейтенант Хорнблауэр: Раки и лягушатники» — лорд Эдингтон
14. 2000 — документальный телесериал «Биография» / Biography, серия «Анна Франк: Жизнь молодой девушки» — рассказчик
15. 2001 — 2002 — документальный телесериал «Шкала времени» / Timewatch — рассказчик
16. 2002 — телесериал «Воскрешая мёртвых» / Waking the Dead, 2 серии — Томас Райс
17. 2003 — телесериал «Шпионы из Кембриджа» / Cambridge Spies, 4 серии — Энтони Блант
18. 2004 — телесериал «Война Фойла» / Foyle’s War, серия «Французская капля» — Подполковник Джеймс Уинтрингхем
19. 2005 — документальный телесериал «Nova» / Nova, серия «Е = mc²: Большая идея Эйнштейна» — Гемфри Дэви
20. 2006 — телесериал «Инспектор Линли расследует» / The Inspector Lynley Mysteries, серия «Китайские стены» — Тони Уэйнрайт
21. 2007 — телесериал «Убийства в Мидсомере» / Midsomer murders, серия «Животное внутри» — Джереми Такер
22. 2007 — документальный телесериал «Экстренное спасение» / Rescue Emergency, 2 серии — рассказчик
23. 2008 — 2009 — документальный телесериал «Вторая мировая война: За закрытыми дверьми» / World War Two: Behind Closed Doors, 4 серии — рассказчик
24. 2009 — телесериал «Новые трюки» / New Tricks, серия «Свежий запуск» — Дэвид Флитинг
25. 2009 — телесериал «Отчаянные романтики» / Desperate Romantics — Лорд Ростерли
26. 2010 — документальный телесериал «Арена» / Arena, серия «Гарольд Пинтер: Празднование» — разные персонажи
27. 2010 — телесериал «Пуаро Агаты Кристи» / Agatha Christie’s Poirot, серия «Убийство в „Восточном экспрессе“» — доктор Константин
28. 2010 — телесериал «Закон Гарроу» / Garrow’s Law — Томас Эрскин
29. 2010 — телесериал «Сердце всякого человека» / Any Human Heart, 4 серии — Питер Скабиус
30. 2011 — телесериал «Закон и порядок: Лондон» / Law & Order: UK, серия «Цель» — Лукас Бойд
31. 2012 — телесериал «Вечный закон» / Eternal Law, 12 серий — Зак Гист
32. 2013 — 2016 — телесериал «Мистер Селфридж» / Mr Selfridge, 33 серии — Фрэнк Эдвардс
33. 2014 — телесериал «Флеминг» / Fleming: The Man Who Would Be Bond, 4 серии — Джон Генри Годфри
34. 2014 — телесериал «Багряное поле» / The Crimson Field — Эллиот Винсент
35. 2014 — 2015 — телесериал «Секреты Великобритании» / Secrets of Britain — рассказчик
36. 2015 — телесериал «W1A» / W1A — Ричард Картрайт
37. 2015 — телесериал «Джонатан Стрендж и мистер Норрелл» — сэр Уолтер Поул
38. 2015 — телесериал «Хроники Франкенштейна» / The Frankenstein Chronicles, 5 серий — Сэр Уильям Честер
39. 2016 — телесериал «Пустая корона» / The Hollow Crown — Bishop of Winchester
40. 2019 — телесериал «Корона» / The Crown — Энтони Блант
41. 2020 — телесериал «О всех созданиях — больших и малых» / All Creatures Great and Small — Зигфрид Фарнон
42. 2022 — телесериал «Медленные лошади» / Slow Horses — Питер Джадд

## Номинации
- 1993: на премию BAFTA как лучший актёр второго плана в фильме «Говардс-Энд»" (1992).
- 1999: на премию Джини (Genie Award) за лучшую мужскую роль в фильме «Земля Руперта» (1998).